# Юзефув (гміна Добра)
Юзефув (пол. Józefów) — село в Польщі, у гміні Добра Турецького повіту Великопольського воєводства.
Населення — 110 осіб (2011).
У 1975-1998 роках село належало до Конінського воєводства.

## Демографія
Демографічна структура станом на 31 березня 2011 року:
|          | Загалом | Допрацездатний вік | Працездатний вік | Постпрацездатний вік |
| -------- | ------- | ------------------ | ---------------- | -------------------- |
| Чоловіки | 60      | 12                 | 42               | 6                    |
| Жінки    | 50      | 7                  | 29               | 14                   |
| Разом    | 110     | 19                 | 71               | 20                   |